# ناتشو بيريز فرياس
ناتشو بيريز فرياس (بالإسبانية: José Ignacio)‏ هو لاعب كرة قدم إسباني في مركز الدفاع، ولد في 27 أبريل 1955 في مدريد في إسبانيا، وتوفي في 30 مارس 2018 في مالقة في إسبانيا. لعب مع سي دي مالقا.